# Piranhea
Piranhea es un género de plantas perteneciente a la familia Picrodendraceae, comprende 4 especies originarias de México hasta Brasil.

## Especies
- Piranhea longipedunculata Jabl., Mem. New York Bot. Gard. 17: 122 (1967).
- Piranhea mexicana (Standl.) Radcl.-Sm., Kew Bull. 51: 546 (1996).
- Piranhea securinega Radcl.-Sm. & Ratter, Kew Bull. 51: 543 (1996).
- Piranhea trifoliata Baill., Adansonia 6: 236 (1866).